# Denison (Texas)
Denison è una città della contea di Grayson nel Texas, negli Stati Uniti. Si trova a 121 km a nord di Dallas. La popolazione era di 22 682 abitanti al censimento del 2010. Denison fa parte della regione del Texoma ed è una delle due principali città dell'area statistica metropolitana di Sherman-Denison. A Denison è nato Dwight D. Eisenhower, il 34º presidente degli Stati Uniti.

## Geografia fisica
Secondo l'Ufficio del censimento degli Stati Uniti, ha una superficie totale di 23,46 mi² (60,76 km²).

## Storia
Denison è stata fondata nel 1872 in seguito ad un accordo di collaborazione con la Missouri-Kansas-Texas Railroad (MKT), soprannominata "Katy", che decise di costruire un deposito in questa località. Deve il suo nome al facoltoso vicepresidente della Katy, George Denison. A causa del fatto che la città fu fondata dove la MKT incrocia il Red River (entrambi importanti collegamenti all'epoca), divenne un importante centro commerciale del West durante il XIX secolo. Nel 1875, Doc Holliday aveva i suoi uffici a Denison.
Durante l'invasione di fillossere nella metà del XIX secolo, che distrusse la maggior parte delle piante di uva per la vinificazione in Europa, l'orticoltore di Denison, T.V. Munson, inventò dei metodi per combattere l'invasione di fillossere, per questo motivo venne premiato con la Legion d'onore, nonché alla creazione di un gemellaggio tra le città di Denison e Cognac, in Francia.
Nel 1901, la prima linea tranviaria interurbana elettrica nel Texas, la Denison and Sherman Railway, fu completata tra Denison e Sherman.
Nel 1915, l'evangelista Mordecai Ham con sede nel Kentucky tenne una riunione di risveglio a Denison, che portò a 1.100 professioni di fede in Gesù Cristo.
Denison ha ospitato personaggi nobili del XX secolo come i fratelli Marx e il presidente Dwight D. Eisenhower, nato il 14 ottobre 1890 proprio a Denison.

## Società

### Evoluzione demografica
Secondo il censimento del 2010, la popolazione era di 22 682 abitanti.